# Shaman (음반)
| 전문가 평가          | 전문가 평가 |
| 총 점수              | 총 점수     |
| 출처                 | 점수        |
| -------------------- | ----------- |
| 메타크리틱           | 59/100      |
| 평가 점수            |             |
| 출처                 | 점수        |
| Allmusic             | [ 2 ]       |
| Entertainment.ie     | [ 3 ]       |
| Entertainment Weekly | B−          |
| Rolling Stone        | [ 5 ]       |

《Shaman》은 미국의 라틴 록 밴드 산타나의 열아홉 번째 스튜디오 음반이다. 《Shaman》은 2002년 10월 22일에 발매되었고, 첫 주 298,973장의 판매로 빌보드 200에서 1위로 데뷔했다. 미국 음반 산업 협회와 그리스의 골드로부터 더블 플래티넘 인증을 받았다.
이 음반의 첫 번째 싱글은 〈The Game of Love〉로 미셸 브랜치가 참여했다. 니켈백의 채드 크로거가 참여한 〈Why Don't You & I〉도 2003년에 싱글로 재녹음되었으며, 이 싱글에는 더 콜링의 알렉스 밴드가 참여했다.
이전 음반과 마찬가지로 《Supernatural》, 《Shaman》은 다양한 유명한 록, 힙합, 팝 아티스트를 비롯해 스페인의 오페라 스타 플라시도 도밍고 등이 참여한다.
이 음반은 산타나의 현재까지 가장 긴 스튜디오 음반이다.

## 싱글
미셸 브랜치가 참여한 첫 번째 싱글 〈The Game of Love〉는 미국 빌보드 핫 100 5위, 영국 16위, 호주 21위로 정점을 찍었다. 알렉스 밴드의 보컬로 재녹음된 〈Why Don't You & I〉가 미국 빌보드 핫 100에서 8위에 정점을 찍었고, 〈Feels Like Fire〉(Feat. 다이도)와 〈Nothing at All〉(Feat. 뮤지크 소울차일드)은 대부분의 국가에서 차트에 실패했다.

## 곡 목록
| #   | 제목                                                | 작사·작곡                                                          | 재생 시간 |
| --- | --------------------------------------------------- | ------------------------------------------------------------------ | --------- |
| 1.  | 〈Adouma〉                                          | 앙젤리크 키조, 장 헤브레일                                         | 4:15      |
| 2.  | 〈Nothing at All (Feat. 뮤지크 소울차일드)〉        | 롭 토머스, 코리 루니                                               | 4:28      |
| 3.  | 〈The Game of Love〉                                | 그레그 알렉산더, 릭 노웰스                                         | 4:15      |
| 4.  | 〈You Are My Kind (Feat. 씰)〉                      | 토머스                                                             | 4:19      |
| 5.  | 〈Amoré (Sexo) (Feat. 메이시 그레이)〉              | 그레이, 레스터 멘데즈, 달라스 오스틴, 하비에르 바스케스            | 3:51      |
| 6.  | 〈Foo Foo (Feat. 타부 콤보)〉                       | 이본 안드레, 로저 유제네, 이브 요셉, 헤르만 나우, 클로드 장        | 6:28      |
| 7.  | 〈Victory Is Won〉                                  | 카를로스 산타나                                                    | 5:20      |
| 8.  | 〈Since Supernatural (Feat. 멜키 장, 기오 워싱턴)〉 | 와이클리프 장, 제리 듀플리시스, 워싱턴                             | 4:32      |
| 9.  | 〈America (Feat. P.O.D.)〉                          | 소니 산도발, 마르코스 퀴리엘, 트라 다니엘스, 우브 베르나르도       | 4:35      |
| 10. | 〈Sideways (Feat. 시티즌 코프)〉                    | 코프                                                               | 4:41      |
| 11. | 〈Why Don't You & I (Feat. 채드 크로거)〉           | 크로거                                                             | 4:34      |
| 12. | 〈Feels Like Fire (Feat. 다이도)〉                  | 다이도, 롤로 암스트롱, 존 해리슨                                   | 4:39      |
| 13. | 〈Aye Aye Aye〉                                     | 마이클 슈리브, 산타나, 칼 페라초, 라울 레코우                      | 4:45      |
| 14. | 〈Hoy Es Adiós (Feat. 알레한드로 레르너)〉          | 클라우스 데렌도르프, 장이브 도코넷, 레르너                         | 4:37      |
| 15. | 〈One of These Days (Feat. 오조매틀리)〉            | J. B. 에클, KC 포터, 산타나                                        | 5:51      |
| 16. | 〈Novus (Feat. 플라시도 도밍고)〉                   | 산타나, 가보 사보, 월터 아파나시에프, 그레그 디지오바인, 리치 로메 | 4:10      |

## 인증
| 국가                                                  | 인증        | 판매량/출하량 |
| ----------------------------------------------------- | ----------- | ------------- |
| 오스트레일리아 (ARIA)                                 | 플래티넘    | 70,000^       |
| 오스트리아 (IFPI 오스트리아)                          | 플래티넘    | 40,000*       |
| 벨기에 (BEA)                                          | 골드        | 25,000*       |
| 브라질 (Pro-Música Brasil)                            | 플래티넘    | 125,000*      |
| 핀란드 (Musiikkituottajat)                            | 골드        | 15,811        |
| 프랑스 (SNEP)                                         | 2× 골드     | 200,000*      |
| 독일 (BVMI)                                           | 플래티넘    | 300,000^      |
| 그리스 (IFPI 그리스)                                  | 골드        | 15,000^       |
| 헝가리 (MAHASZ)                                       | 골드        | 10,000^       |
| 일본 (RIAJ)                                           | 골드        | 100,000^      |
| 멕시코 (AMPROFON)                                     | 골드        | 75,000^       |
| 네덜란드 (NVPI)                                       | 골드        | 40,000^       |
| 뉴질랜드 (RMNZ)                                       | 플래티넘    | 15,000^       |
| 노르웨이 (IFPI 노르웨이)                              | 골드        | 20,000*       |
| 폴란드 (ZPAV)                                         | 플래티넘    | 0*            |
| 대한민국                                              | —           | 38,749        |
| 스페인 (PROMUSICAE)                                   | 플래티넘    | 100,000^      |
| 스웨덴 (GLF)                                          | 골드        | 30,000^       |
| 스위스 (IFPI 스위스)                                  | 2× 플래티넘 | 80,000^       |
| 영국 (BPI)                                            | 골드        | 100,000^      |
| 미국 (RIAA)                                           | 2× 플래티넘 | 2,517,000     |
| 요약                                                  |             |               |
| 유럽 (IFPI)                                           | 플래티넘    | 1,000,000*    |
| *판매량을 기반으로 한 인증 ^출하량을 기반으로 한 인증 |             |               |